# 1965 ve sportu
Toto je přehled sportovních událostí z roku 1965.

## Automobilový sport
Formulové závody:
- USAC  Mario Andretti
- Formule 1  Jim Clark
- Formule 3 v roce 1965

| Pohár míru a přátelství – národy: - NDR | Pohár míru a přátelství – jednotlivci: - Heinz Melkus |

Národní šampionáty F3:
| B.A.R.C. Velká Británie - Roy Pike | B.R.S.C.C. Velká Británie - Tony Dean | Švédsko - Picko Troberg  | Československo - Vladimír Hubáček |
| Itálie - Andrea De Adamich         | Polsko - Longin Bielak                | Dánsko - Jörgen Ellekaer | Francie - Jean-Pierre Beltoise    |
| Sovětský svaz - Georgy Surguchev   | NDR - Willy Lehmann                   |                          |                                   |

Cestovní vozy:
- NASCAR  Ned Jarrett

Rally:
- Rally  Timo Mäkinen

## Fotbal
- 1965 – vznik GKS Katowice